# Bielovce
Bielovce és un poble i municipi d'Eslovàquia que es troba a la regió de Nitra, al sud-oest del país. La primera menció escrita de la vila es remunta al 1138.

## Demografia
| Godina             | 1994 | 2004    | 2014   | 2024   |
| ------------------ | ---- | ------- | ------ | ------ |
| Nombre de persones | 313  | 247     | 224    | 213    |
| Diferència         |      | −21,08% | −9,31% | −4,91% |

| Godina             | 2023 | 2024   |
| ------------------ | ---- | ------ |
| Nombre de persones | 211  | 213    |
| Diferència         |      | +0,94% |